# Phù Tiên
Phù Tiên là một huyện thuộc tỉnh Hải Hưng, sau thuộc tỉnh Hưng Yên. Tồn tại từ ngày 5 tháng 7 năm 1977 đến ngày 17 tháng 2 năm 1997.

## Vị trí địa lý và hành chính
Huyện Phù Tiên có vị trí địa lý:
- Phía Bắc giáp huyện Kim Thi
- Phía Tây giáp thị xã Hưng Yên
- Phía Nam giáp huyện Hưng Hà của tỉnh Thái Bình với ranh giới là sông Luộc
- Phía Đông giáp huyện Thanh Miện của tỉnh Hải Dương

Huyện Phù Tiên gồm thị trấn Vương và 35 xã: An Viên, Cương Chính, Dị Chế, Đình Cao, Đoàn Đào, Đức Thắng, Hải Triều, Hoàng Hanh, Hồng Nam, Hưng Đạo, Lệ Xá, Liên Phương, Minh Hoàng, Minh Phương, Minh Tân, Minh Tiến, Ngô Quyền, Nguyên Hóa, Nhật Quang, Nhật Tân, Phan Sào Nam, Phương Chiểu, Quảng Châu, Quang Hưng, Tam Đa, Tân Hưng, Thiện Phiến, Thủ Sỹ, Thụy Lôi, Tiên Tiến, Tống Phan, Tống Trân, Trần Cao, Trung Dũng, Trung Nghĩa.

## Lịch sử
Huyện Phù Tiên được thành lập vào ngày 5 tháng 7 năm 1977 trên cơ sở hợp nhất 2 huyện Phù Cừ và Tiên Lữ. Khi hợp nhất, huyện Phù Tiên có 35 xã: An Viên, Cương Chính, Dị Chế, Đình Cao, Đoàn Đào, Đức Thắng, Hải Triều, Hoàng Hanh, Hồng Nam, Hưng Đạo, Lệ Xá, Liên Phương, Minh Hoàng, Minh Phương, Minh Tân, Minh Tiến, Ngô Quyền, Nguyên Hóa, Nhật Quang, Nhật Tân, Phan Sào Nam, Phương Chiểu, Quảng Châu, Quang Hưng, Tam Đa, Tân Hưng, Thiện Phiến, Thủ Sỹ, Thụy Lôi, Tiên Tiến, Tống Phan, Tống Trân, Trần Cao, Trung Dũng và Trung Nghĩa.
Ngày 7 tháng 10 năm 1995, thành lập thị trấn Vương - thị trấn huyện lị huyện Phù Tiên - trên cơ sở một phần diện tích và dân số của xã Ngô Quyền và xã Dị Chế.
Ngày 6 tháng 11 năm 1996, huyện Phù Tiên thuộc tỉnh Hưng Yên vừa tái lập.
Ngày 17 tháng 2 năm 1997, huyện Phù Tiên được tách trở lại như trước khi hợp nhất, thành 2 huyện Phù Cừ và Tiên Lữ:
- Huyện Phù Cừ có 13 xã: Đình Cao, Đoàn Đào, Minh Hoàng, Minh Tân, Minh Tiến, Nguyên Hóa, Nhật Quang, Phan Sào Nam, Quang Hưng, Tam Đa, Tiên Tiến, Tống Phan, Tống Trân.
- Huyện Tiên Lữ có 14 xã: An Viên, Cương Chính, Dị Chế, Đức Thắng, Hải Triều, Hưng Đạo, Lệ Xá, Minh Phượng, Ngô Quyền, Nhật Tân, Thiện Phiến, Thủ Sỹ, Thụy Lôi, Trung Dũng.